# Ba Bố Hải
Ba Bố Hải (tiếng Mãn: ᠪᠠᠪᡠᡥᠠᡳ, chuyển tả: Babuhai, chữ Hán: 巴布海, 15 tháng 1 năm 1597 – 1643) là Hoàng tử và nhà quân sự thời kỳ đầu nhà Thanh.

## Cuộc đời
Ba Bố Hải sinh vào giờ Dậu, ngày 28 tháng 11 (âm lịch) năm Minh Vạn Lịch thứ 24 (1596), trong gia tộc Ái Tân Giác La. Ông là con trai thứ mười một của Nỗ Nhĩ Cáp Xích, mẹ ông là Thứ phi Gia Mục Hô Giác La thị. Ông là em trai cùng mẹ của Ba Bố Thái. Từ sớm ông đã được phong làm Ngưu lục Chương kinh (牛录章京). Năm Thiên Thông thứ 8 (1634), ông được phong Nhất đẳng Giáp lạt Chương kinh. Ông phụng mệnh cùng anh trai A Bái đi tế lăng, nhưng ông lại đi trước mà không chịu chờ A Bái. Năm Sùng Đức thứ 4 (1639), ông nhậm Mai lặc Ngạch chân (梅勒额真), được phong Trấn quốc Tướng quân.
Năm thứ 7 (1642), ông vì nói năng lỗ mãng mà bị Cố sơn Ngạch chân Đàm Thái (谭泰) vu cáo hoạch tội. Tội của ông vốn phải xử tử nhưng Hoàng Thái Cực khoan hồng, chỉ phạt đoạt tước vị. Năm thứ 8 (1643), sau khi Thuận Trị Đế lên ngôi, vì liên quan đến việc tố cáo nặc danh phủ Nhất đẳng công Tháp Chiêm (thứ tử của Dương Cổ Lợi) để công kích Đàm Thái, ông bị bắt giam thẩm vấn. Tháng 8, ông cùng con trai A Khách Lạt bị xử tử, chung niên 49 tuổi. Gia sản của ông cũng bị cấp cho Đàm Thái. Năm Thuận Trị thứ 9 (1652), sau khi Thuận Trị Đế thân chính, Đàm Thái bị xử tử. Thuận Trị Đế niệm tình ông vô tội, đem gia nô và gia sản của ông cấp cho anh ruột Ba Bố Thái.

## Gia quyến

### Thê thiếp
- Nguyên phối: Qua Nhĩ Giai thị (瓜尔佳氏), con gái của Ngô Nhĩ Kham (吴尔堪).
- Kế thất: Thư Mục Lộc thị (苏穆禄氏), con gái của Vũ Huân vương Dương Cổ Lợi.
- Thiếp: 
  - Lý thị (李氏), con gái của Lý Văn Tường (李文祥).
  - Trương thị (张氏), con gái của Trương Nhị (张二).

### Con trai
1. A Khách Lạt (阿喀喇; 1625 - 1643), mẹ là Qua Nhĩ Giai thị. Bị xử tử cùng Ba Bố Hải, sau được minh oan vô tội. Mất sớm, vô tự.